# Zaznamovana
Zaznamovana je osrednji roman slovenske pisateljice Nedeljke Pirjevec, ki je prvič izšel leta 1992 pri založbi Obzorja. Gre za precej avtobiografski roman (čeprav je le-ta umetniško predelan, nekatere resnične osebe pa so preimenovane), v katerem se prepletata umiranje avtoričinega moža, literarnega teoretika Dušana Pirjevca, in avtoričina življenjska zgodba.
V izdaji iz leta 2005 so bili dodani zapiski iz avtoričine zapuščine.

## Vsebina
Anja je drugačna in nenavadna ženska, ki se nikakor ne more znajti v povojnem obdobju. V prvem zakonu je nezadovoljna. Njen prvi mož, Jani, od nje pričakuje pokornost in gospodinjske usluge. Ko pa se povrhu tega izkaže še za nesposobnega, ko nastopijo zdravstvene težave zaradi zunajmaternične nosečnosti, se njun zakon konča. Po propadlem prvem zakonu Anja poteši svoje hrepenenje po ljubezni in človeški bližini in najde pravo ljubezen pri novem možu, Andrejcu, ki pa trpi za neozdravljivo boleznijo.

## Zbirka
Knjiga je izšla v Zbirki Slovenska zgodba založbe DZS (druga izdaja).

## Izdaje in prevodi
- Založba Obzorja, 1992 (COBISS)
- DZS, 2005 (COBISS)